# Thelma (2017)
Thelma (bra/prt: Thelma) é um filme franco-sueco-dino-norueguês de 2017, dos gêneros drama romântico e suspense, dirigido por Joachim Trier, com roteiro dele e Eskil Vogt.
Foi selecionado como representante de seu país ao Oscar de melhor filme internacional em 2018.

## Elenco
- Eili Harboe - Thelma
- Kaya Wilkins
- Ellen Dorrit Petersen
- Henrik Rafaelsen